# Osamu Maeda
Osamu Maeda (Fukuoka, 5 settembre 1965) è un ex calciatore giapponese, di ruolo attaccante.